# Lijst van voetbalinterlands Saoedi-Arabië - Wales
Deze lijst van voetbalinterlands is een overzicht van alle officiële voetbalwedstrijden tussen de nationale teams van Saoedi-Arabië en Wales. De landen speelden tot op heden een keer tegen elkaar. Dat was een vriendschappelijke wedstrijd op 25 februari 1986 in Dhahraan.

## Wedstrijden
| № | Plaats   | Datum            | Competitie        | Wedstrijd             | Uitslag |
| - | -------- | ---------------- | ----------------- | --------------------- | ------- |
| 1 | Dhahraan | 25 februari 1986 | Vriendschappelijk | Saoedi-Arabië – Wales | 1 – 2   |

## Samenvatting
| Competitie        | Totaal gespeeld | Winst Saoedi-Arabië | Gelijk | Winst Wales | Doelsaldo Saoedi-Arabië – Wales |
| ----------------- | --------------- | ------------------- | ------ | ----------- | ------------------------------- |
| Vriendschappelijk | 1               | 0                   | 0      | 1           | 1 − 2                           |
| Totaal            | 1               | 0                   | 0      | 1           | 1 − 2                           |

## Details

### Eerste ontmoeting
| Vriendschappelijk (Dhahraan, Saoedi-Arabië, 25 februari 1986):                                                        |       |                                    |
| Saoedi-Arabië | 1 – 2 | Wales                              |
| Youssouf Al-Thani 66' (pen.)                                                                                          | goals | 47' Neil Slatter 60' Gordon Davies |
| - Debuut van Mark Aizlewood (Charlton Athletic), Malcolm Allen (Watford) en David Williams (Norwich City) voor Wales. |       |                                    |

SAFF · A-internationals · Selecties · Bondscoaches · Statistieken · Saoedi-Arabisch vrouwenelftal · Saoedi-Arabië U21 · Saoedi-Arabië U20 · Saoedi-Arabië U19 · Saoedi-Arabië U18 · Saoedi-Arabië U17
1950 – 1959 · 
1960 – 1969 · 
1970 – 1979 · 
1980 – 1989 · 
1990 – 1999 · 
2000 – 2009 · 
2010 – 2019 ·
2020 − 2029
WK 1994 · 
WK 1998 · 
WK 2002 · 
WK 2006 · 
WK 2018
OS 1984 · 
OS 1996 · 
OS 2020
1957 · 
1958 · 1959 · 1960 · 
1961 · 
1962 · 
1963 · 
1964 · 1965 · 1966 · 
1967 · 
1968 · 
1969 · 
1970 · 
1971 · 
1972 · 
1973 · 
1974 · 
1975 · 
1976 · 
1977 · 
1978 · 
1979 · 
1980 · 
1981 · 
1982 · 
1983 · 
1984 · 
1985 · 
1986 · 
1987 · 
1988 · 
1989 · 
1990 · 
1991 · 
1992 · 
1993 · 
1994 · 
1995 · 
1996 · 
1997 · 
1998 · 
1999 · 
2000 · 
2001 · 
2002 · 
2003 · 
2004 · 
2005 · 
2006 · 
2007 · 
2008 · 
2009 · 
2010 · 
2011 · 
2012 · 
2013 ·
2014 ·
2015 ·
2016 ·
2017 ·
2018 ·
2019 ·
2020 ·
2021 ·
2022 ·
2023
Afghanistan · 
Albanië ·
Algerije · 
Angola · 
Argentinië · 
Australië · 
Azerbeidzjan · 
Bahrein · 
Bangladesh · 
België · 
Bhutan · 
Bolivia · 
Brazilië · 
Bulgarije · 
Cambodja ·
Canada · 
Chili · 
China · 
Colombia ·
Congo-Brazzaville · 
Congo-Kinshasa · 
Costa Rica · 
Cyprus · 
Denemarken · 
Duitsland · 
Ecuador ·
Egypte · 
Engeland · 
Equatoriaal-Guinea ·
Estland · 
Finland · 
Frankrijk · 
Gabon · 
Gambia ·
Georgië · 
Ghana · 
Griekenland ·
Honduras · 
Hongarije · 
Hongkong · 
Ierland · 
IJsland · 
India · 
Indonesië · 
Irak · 
Iran · 
Italië ·
Jamaica · 
Japan · 
Jemen · 
Jordanië · 
Kameroen · 
Kazachstan · 
Kirgizië · 
Koeweit · 
Kroatië ·
Laos ·
Letland ·
Libanon · 
Libië · 
Liechtenstein · 
Litouwen ·
Luxemburg · 
Macau ·  
Maleisië · 
Mali · 
Marokko · 
Mauritanië · 
Mexico · 
Moldavië ·
Mongolië · 
Namibië · 
Nederland · 
Nepal · 
Nieuw-Zeeland · 
Nigeria · 
Noord-Korea ·
Noord-Macedonië ·
Noorwegen ·
Oeganda · 
Oekraïne · 
Oezbekistan · 
Oman · 
Oost-Timor ·
Pakistan ·
Palestina · 
Panama ·
Paraguay · 
Peru ·
Polen · 
Portugal · 
Qatar · 
Rusland · 
Schotland · 
Senegal · 
Singapore · 
Slovenië · 
Slowakije · 
Soedan · 
Spanje · 
Sri Lanka · 
Syrië · 
Tadzjikistan · 
Taiwan · 
Tanzania · 
Thailand · 
Togo · 
Trinidad en Tobago · 
Tsjechië · 
Tunesië · 
Turkije · 
Turkmenistan · 
Uruguay · 
Venezuela · 
Verenigde Arabische Emiraten · 
Verenigde Staten · 
Vietnam · 
Wales · 
Wit-Rusland · 
Zambia ·
Zimbabwe ·
Zuid-Afrika · 
Zuid-Jemen · 
Zuid-Korea · 
Zweden
Argentinië (1992) · 
Argentinië (2022) · 
Egypte (2018) · 
Oekraïne (2006) · 
Rusland (2018) ·
Spanje (2006) ·
Tunesië (2006) ·
Uruguay (2018)
FAW · A-internationals · Bondscoaches · Statistieken · Welsh vrouwenelftal · Brits olympisch elftal · Wales U21 · Wales U20 · Wales U19 · Wales U18 · Wales U17 · Wales U16
1876 – 1899 ·
1900 – 1919 ·
1920 – 1929 ·
1930 – 1939 ·
1940 – 1949 ·
1950 – 1959 ·
1960 – 1969 ·
1970 – 1979 ·
1980 – 1989 ·
1990 – 1999 ·
2000 – 2009 ·
2010 – 2019 ·
2020 − 2029
EK 2016 · 
EK 2020
WK 1958
1876 · 
1877 · 
1878 · 
1879 · 
1880 · 
1881 · 
1882 · 
1883 · 
1884 · 
1885 · 
1886 · 
1887 · 
1888 · 
1889 · 
1890 · 
1891 · 
1892 · 
1893 · 
1894 · 
1895 · 
1896 · 
1897 · 
1898 · 
1899 · 
1900 · 
1901 · 
1902 · 
1903 · 
1904 · 
1905 · 
1906 · 
1907 · 
1908 · 
1909 · 
1910 · 
1911 · 
1912 · 
1913 · 
1914 · 
1915 · 1916 · 1917 · 1918 · 1919 · 
1920 · 
1921 · 
1922 · 
1923 · 
1924 · 
1925 · 
1926 · 
1927 · 
1928 · 
1929 · 
1930 · 
1931 · 
1932 · 
1933 · 
1934 · 
1935 · 
1936 · 
1937 · 
1938 · 
1939 · 
1940 · 1941 · 1942 · 1943 · 1944 · 1945 · 
1946 · 
1947 · 
1948 · 
1949 · 
1950 · 
1952 · 
1952 · 
1953 · 
1954 · 
1955 · 
1956 · 
1957 · 
1958 · 
1959 · 
1960 · 
1961 · 
1962 · 
1963 · 
1964 · 
1965 · 
1966 · 
1967 · 
1968 · 
1969 · 
1970 · 
1971 · 
1972 · 
1973 · 
1974 · 
1975 · 
1976 · 
1977 · 
1978 · 
1979 · 
1980 · 
1981 · 
1982 · 
1983 · 
1984 · 
1985 · 
1986 · 
1987 · 
1988 · 
1989 · 
1990 · 
1991 · 
1992 · 
1993 · 
1994 · 
1995 · 
1996 · 
1997 · 
1998 · 
1999 · 
2000 · 
2001 · 
2002 · 
2003 · 
2004 · 
2005 · 
2006 · 
2007 · 
2008 · 
2009 · 
2010 · 
2011 · 
2012 · 
2013 · 
2014 · 
2015 · 
2016 · 
2017 ·
2018 ·
2019 ·
2020 ·
2021 ·
2022 ·
2023
Albanië ·
Andorra ·
Argentinië ·
Armenië ·
Australië ·
Azerbeidzjan ·
België ·
Bosnië en Herzegovina ·
Brazilië ·
Bulgarije ·
Canada ·
Chili ·
China ·
Costa Rica ·
Cyprus ·
DDR ·
Denemarken ·
Duitsland ·
Engeland ·
Estland ·
Faeröer ·
Finland ·
Frankrijk ·
Georgië ·
Gibraltar ·
Griekenland ·
Hongarije ·
Ierland ·
IJsland ·
Iran ·
Israël ·
Italië ·
Jamaica ·
Japan ·
Joegoslavië ·
Kazachstan ·
Koeweit ·
Kroatië ·
Letland ·
Liechtenstein ·
Luxemburg ·
Malta ·
Mexico ·
Moldavië ·
Montenegro ·
Nederland ·
Nieuw-Zeeland ·
Noord-Ierland ·
Noord-Macedonië ·
Noorwegen ·
Oekraïne ·
Oostenrijk ·
Panama ·
Paraguay ·
Polen ·
Portugal · 
Qatar ·
Roemenië ·
Rusland ·
San Marino ·
Saoedi-Arabië ·
Schotland ·
Servië ·
Servië en Montenegro ·
Slovenië ·
Slowakije ·
Sovjet-Unie ·
Spanje ·
Trinidad & Tobago ·
Tsjechië ·
Tsjecho-Slowakije ·
Tunesië ·
Turkije ·
Uruguay ·
Verenigde Staten ·
Wit-Rusland ·
Zuid-Korea ·
Zweden ·
Zwitserland
Engeland (2016) · 
Denemarken (2021) · 
Italië (2021) · 
Rusland (2016) ·
Slowakije (2016) · 
Turkije (2021) · 
Zwitserland (2021)